# Niccolò Sale

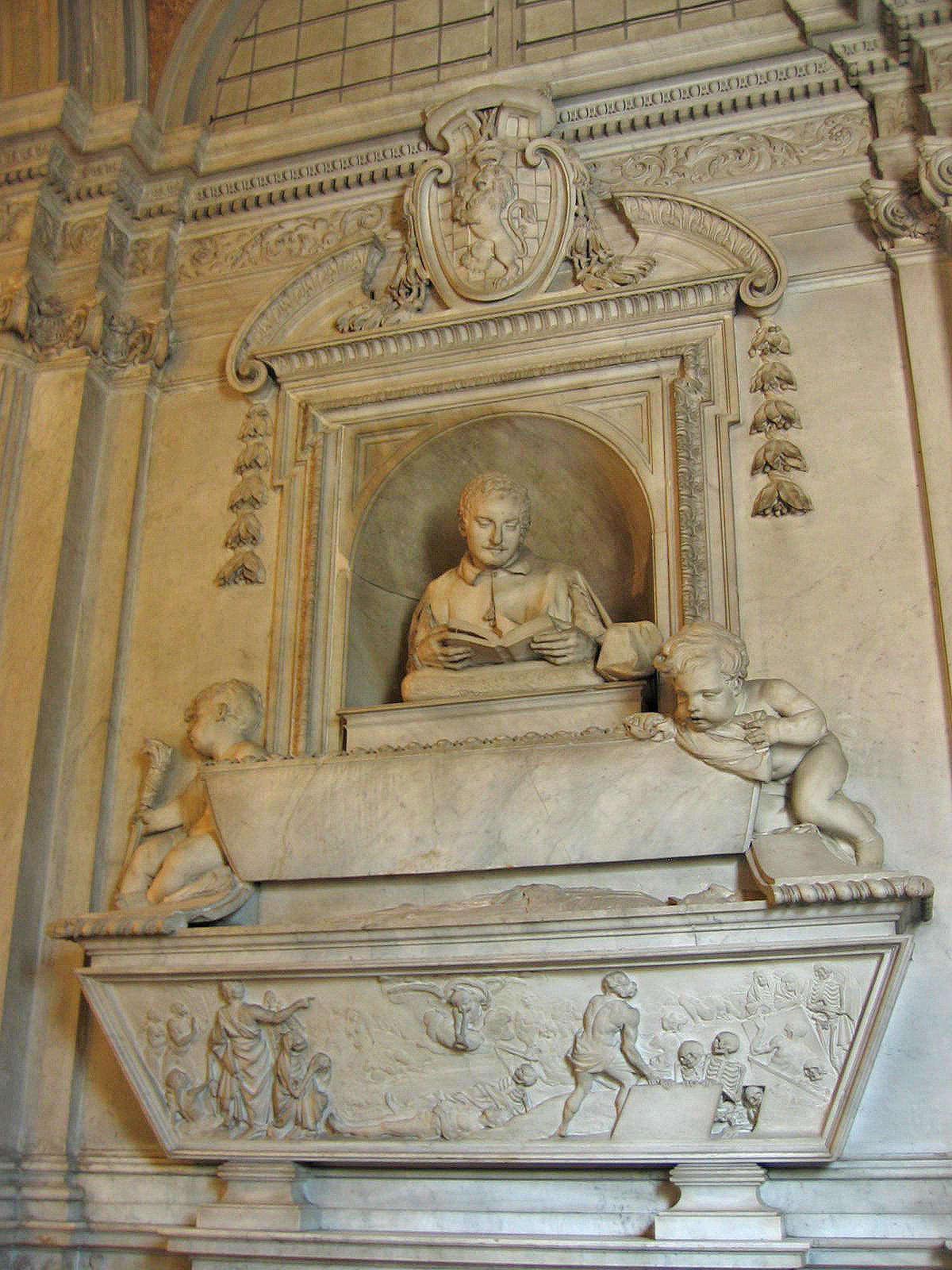
Niccolò Sale och Andrea Bolgi – ”Gravmonument över Girolamo Raimondi” (cirka 1645). Cappella Raimondi, San Pietro in Montorio, Rom.

Niccolò Sale, franska Nicolas Sale, var en fransk skulptör under barockepoken. Enligt bevarade dokument var han verksam i Berninis skulpturverkstad i Rom mellan 1635 och 1650.

Sales främsta konstnärliga insats är de två sarkofagerna med sina praktfulla lågreliefer för Cappella Raimondi i kyrkan San Pietro in Montorio på Janiculum i Rom. Dessa sarkofager ingår i gravmonumenten över två medlemmar av familjen Raimondi, Girolamo (1576-1628) och Francesco (1605-1638). Reliefen på Girolamos sarkofag framställer profeten Hesekiels syn i dalen med förtorkade benknotor. 
| ”                 | Medan jag profeterade hördes ett rasslande – det var ben som sattes till ben och fogades samman. Jag såg att de fick senor och bäddades in i kött och att hud drogs över dem. | „ |
| – Hesekiel 37:7-8 | |   |

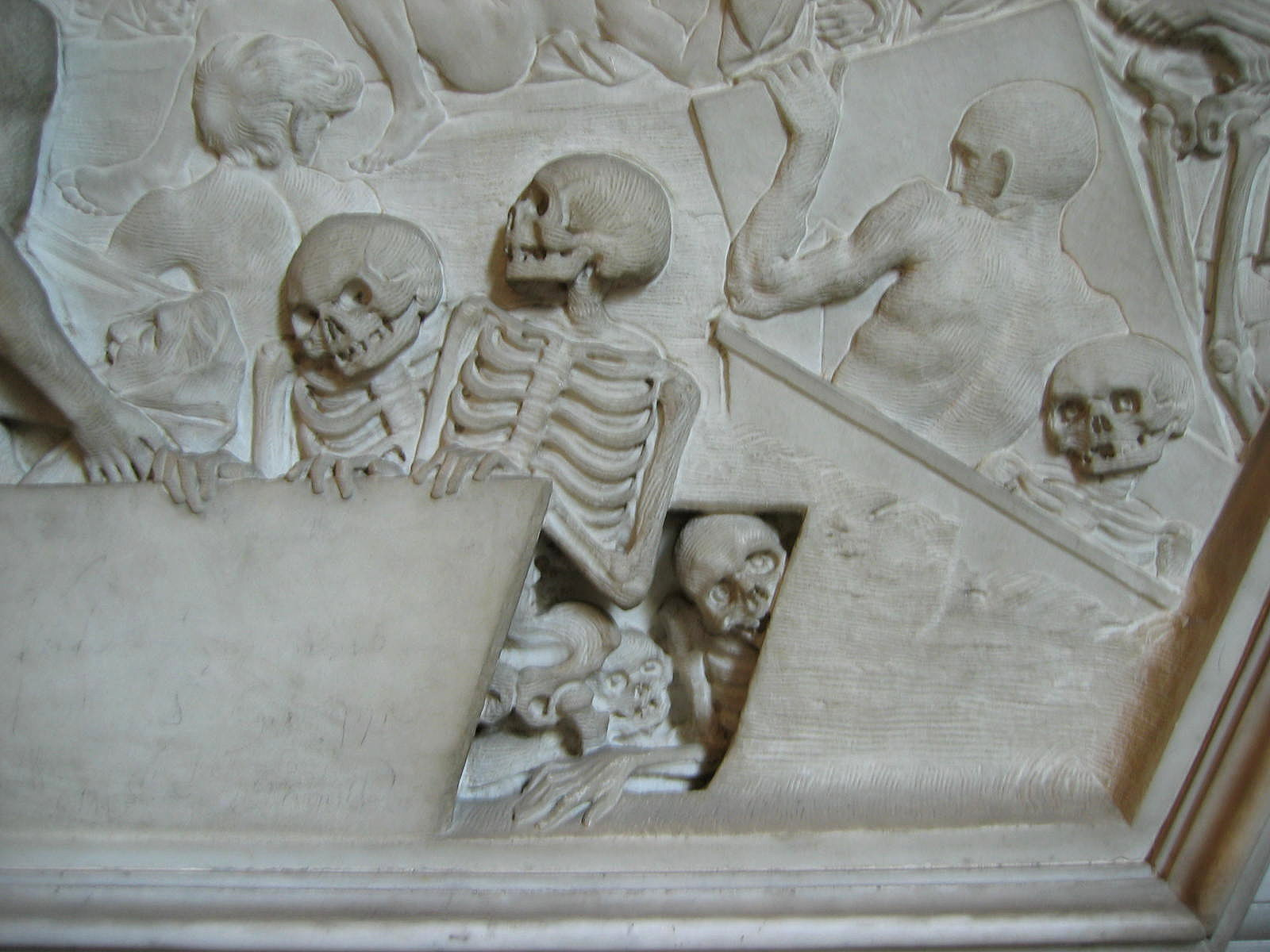
Niccolò Sale – ”Hesekiels syn” (detalj)

Sale har uppenbarligen tolkat Hesekiels vision som Guds löfte om de dödas uppståndelse, eftersom reliefen skildrar döda människor som står upp ur sina gravar och på nytt får en kropp av kött och blod. Passagen i Hesekiels bok är dock svårtolkad. Den kan istället syfta på Hesekiels profetuppdrag; att predika Guds ord för det sargade Israel för att på så sätt ingjuta nytt liv i det.
I ett rum i anslutning till sakristian i basilikan Santa Maria in Trastevere förvaras en bozzetto (1636) i terrakotta för nämnda relief.
Reliefen på Francescos sarkofag mittemot återger scener från fastlagen, fastan och döden.
Sale har bland annat även utfört vapensköldarna och fredsduvan i brons som pryder Fontana dei Quattro Fiumi på Piazza Navona.